# Lulla
Lulla is een plaats (község) en gemeente in het Hongaarse comitaat Somogy. Lulla telt 271 inwoners (2001).